# Andy Hardy

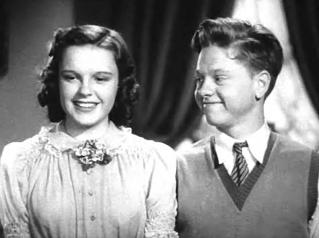
Betsy (Garland) en Andy (Rooney) in het vierde deel

Andy Hardy, ook bekend als The Hardy Family, is een filmreeks van zestien films, die tussen 1937 en 1958 werden uitgebracht. De titel verwijst naar het hoofdpersonage, die werd vertolkt door tieneridool Mickey Rooney. Er wordt beweerd dat het de meest succesvolle filmreeks is die ooit werd gemaakt in de Verenigde Staten.

## Geschiedenis
In 1937 maakten de bazen van filmstudio Metro-Goldwyn-Mayer een verfilming van het toneelstuk Skidding van Aurania Rouverol, dat in 1928 in première was gegaan in New York. De titel voor de verfilming werd veranderd naar A Family Affair en werd uitgebracht als een B-film. Het draaide in dit deel nog om de vader, rechter James K. Hardy. Hij werd in dit deel gespeeld door Lionel Barrymore, maar zou in de opvolgende delen vervangen worden door Lewis Stone. In eerste instantie zou Janet Beecher de moeder van Andy vertolken, maar zij werd vervangen door Spring Byington in het eerste deel. In de opvolgende delen werd moeder Emily gespeeld door Fay Holden. De hoofdrolspelers Barrymore, Byington, Rooney en Cecilia Parker waren ook alle vier te zien in de film Ah, Wilderness! (1935). Omdat die samenwerking zeer succesvol verliep, kregen ze allemaal rollen in A Family Affair.
Nadat regisseurs Richard Thorpe en Edwin L. Marin, nam George B. Seitz de regietaak op zich. Hij zou uiteindelijk veertien van de zestien delen regisseren. Hoewel het slecht werd ontvangen door critici en niet al te veel geld opbracht, werd er besloten een vervolg op te maken. Er wordt gedacht dat studiobaas Louis B. Mayer hier verantwoordelijk voor was, omdat hij een groot fan van familiefilms was. De filmreeks kreeg in eerste instantie de titel The Hardy Family, maar werd door het stijgende succes van Rooney veranderd naar Andy Hardy. In het tweede deel You're Only Young Once (1937) zou vader Hardy nog de hoofdrol hebben, maar vanaf het derde deel Judge Hardy's Children (1938) stond Rooney centraal.
De films draaiden voornamelijk om Andy en zijn geflirt met de meiden van zijn leeftijd. In bijna elke film zat hij achter een meisje aan, terwijl hij altijd terugkwam naar zijn vriendin Polly Benedict (gespeeld door Ann Rutherford). Voor de rol van zijn vriendinnen, werden voornamelijk veelbelovende nieuwkomers aangewezen. Veel van die actrices waren op dat moment nog onbekend, maar zouden later uitgroeien tot een van de grootste sterren van Hollywood. Hieronder behoren Judy Garland, Lana Turner, Kathryn Grayson, Esther Williams en Donna Reed toe. De reeks stond erom bekend een typisch Amerikaanse familie weer te beelden in een typisch Amerikaanse dorp. In 1943 werd een speciale ere-Oscar uitgereikt, voor 'voor zijn verdienste om de Amerikaanse levenswijze weer te geven'.
Na 1946 besloten de makers niet meer delen te maken. De reeks bevond zich op dat moment op het hoogtepunt, waarna het idee werd geboren er een radioprogramma van te maken. Dit was in 1949 voor het eerst te horen en had Stone, Rooney, Holden, Garland en Richard Crenna in de hoofdrollen. In 1958 dachten de makers weer succes te behalen door een zestiende deel genaamd Andy Hardy Comes Home uit te brengen, maar dat werd een grote flop en betekende het einde voor de reeks.

## Hoofdpersonages
- Judge James K. Hardy (gespeeld door Lionel Barrymore en Lewis Stone) is een rechter in de kleine stad Carvel. Hij staat erom bekend altijd eerlijk te zijn en is vastberaden altijd datgene te doen wat juist is.
- Mevrouw Emily Hardy (gespeeld door Spring Byington en Fay Holden) is een huisvrouw en staat bekend als een overbezorgde en emotionele moeder. Ze werd in Canada geboren, als zus van Milly Forrester. Ze heeft een bijbaan als lerares Engels op de middelbare school.
- Andrew 'Andy' Hardy (gespeeld door Mickey Rooney) is de typisch Amerikaanse tiener uit de jaren 40. Hoewel zijn bedoelingen goed zijn, belandt hij regelmatig in de problemen. Hij heeft een vaste relatie met Polly, maar heeft de neiging regelmatig met andere meiden te flirten.
- Marian Hardy (gespeeld door Cecilia Parker) is de oudere zus van Andy. Ze commandeert hem regelmatig haar klusjes op te knappen. Ze wordt verliefd op de foute mannen en woont liever in een grote stad, dan in een kleine dorp.
- Tante Milly Forrester (gespeeld door Fay Holden en Betty Ross Clarke) is de zus van Emily. Ze werkt als lerares Engels op school en dient voornamelijk als een persoon waar Emily op kan vertrouwen.
- Polly Benedict (gespeeld door Margaret Marquis en Ann Rutherford) is de dochter van een bankier en het vaste vriendinnetje van Andy. Ze is regelmatig jaloers op de andere meiden waar hij een oogje op heeft en krijgt dan ook regelmatig ruzie met hem.

## Reeks
- A Family Affair (1937)
- You're Only Young Once (1937)
- Judge Hardy's Children (1938)
- Love Finds Andy Hardy (1938)
- Out West with the Hardys (1938)
- The Hardys Ride High (1939)
- Andy Hardy Gets Spring Fever (1939)
- Judge Hardy and Son (1939)
- Andy Hardy Meets Debutante (1940)
- Andy Hardy's Private Secretary (1941)
- Life Begins for Andy Hardy (1941)
- The Courtship of Andy Hardy (1942)
- Andy Hardy's Double Life (1942)
- Andy Hardy's Blonde Trouble (1944)
- Love Laughs at Andy Hardy (1946)
- Andy Hardy Comes Home (1958)